# Shaobo (köpinghuvudort i Kina, Jiangsu Sheng, lat 32,53, long 119,51)
Shaobo (kinesiska: 邵伯, 邵伯镇) är en köpinghuvudort i Kina. Den ligger i provinsen Jiangsu, i den östra delen av landet, omkring 84 kilometer nordost om provinshuvudstaden Nanjing. Antalet invånare är 77 726. Befolkningen består av 40 193 kvinnor och 37 533 män. Barn under 15 år utgör 11,0 %, vuxna 15-64 år 73 %, och äldre över 65 år 15,0 %.
Runt Shaobo är det tätbefolkat, med 613 invånare per kvadratkilometer. Närmaste större samhälle är Yangzhou, 16,2 km söder om Shaobo. Trakten runt Shaobo består till största delen av jordbruksmark.
Genomsnittlig årsnederbörd är 1 302 millimeter. Den regnigaste månaden är juli, med i genomsnitt 255 mm nederbörd, och den torraste är januari, med 30 mm nederbörd.